# New York Yacht Club
Pour les articles homonymes, voir New York (homonymie) et Yacht Club.
Le New York Yacht Club (NYYC) est un club nautique et gentlemen's club privé de New York, et de Newport (Rhode Island), aux États-Unis. Fondé en 1844, il reste une des institutions les plus anciennes, prestigieuses, et des plus respectées du monde du yachting, avec à ce jour plus de 3 000 membres, recrutés uniquement par parrainage. Il est fondateur de la Coupe de l'America de 1851, qu'il remporte pendant 132 ans (plus ancienne et prestigieuse régate du monde).

## Histoire

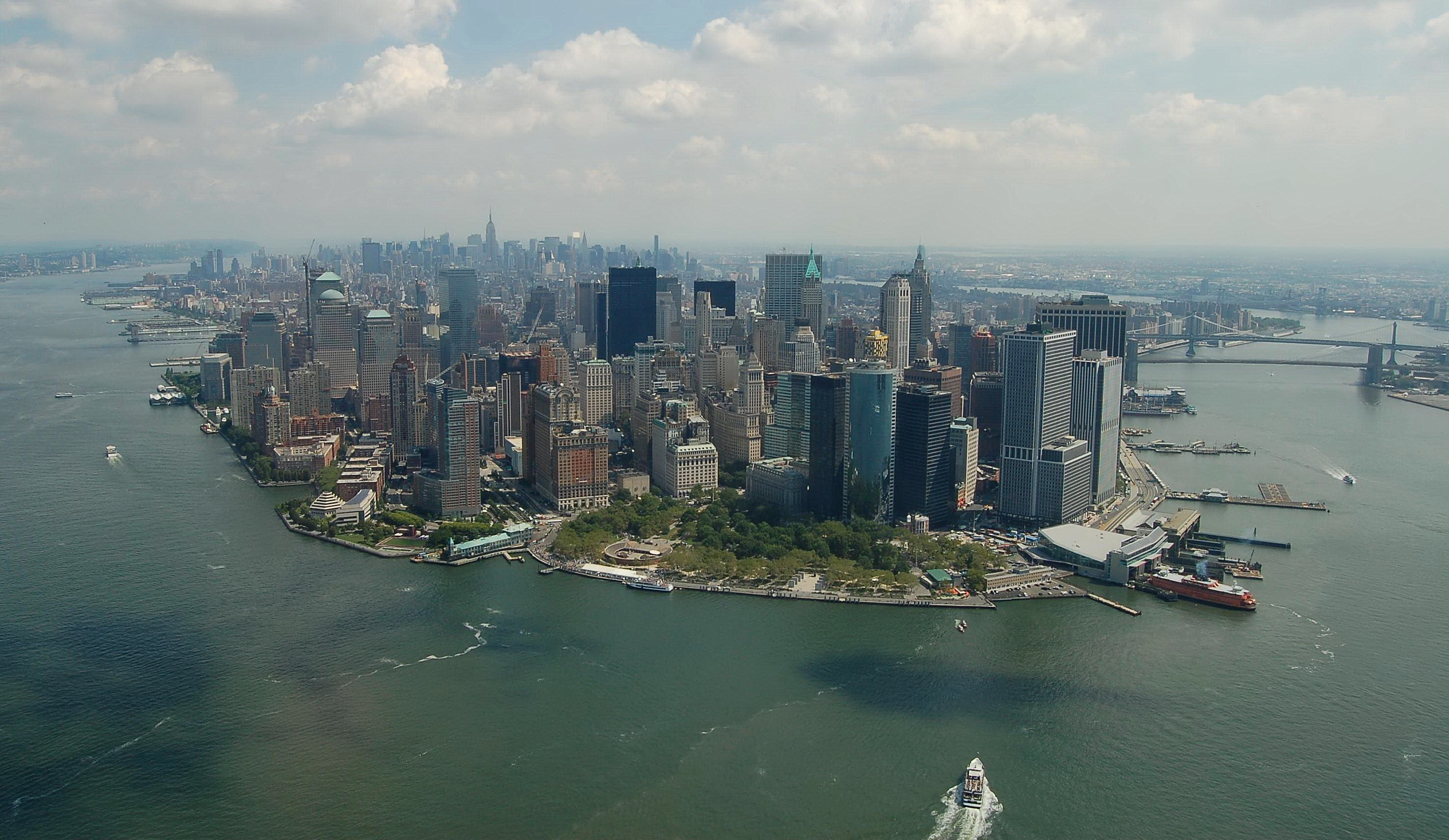
Manhattan et port de New York, dans la baie de New York.

Ce club nautique de prestige est fondé le 30 juillet 1844 par ses 9 premiers membres historiques new-yorkais, dont John Cox Stevens (en), premier dirigeant-fondateur (commodore) avec pour objectif principal de participer aux nombreuses régates du club. Son adhésion se fait uniquement sur parrainage-invitation, avec pour devise latine historique « Nos agimur tumidis velis » du poète romain Horace (nous avançons avec nos voiles gonflées). 
Son actuel siège-club-house (de style Beaux-Arts) est inauguré en 1901 par John Pierpont Morgan (commodore) au 37 West de la 44e rue de Midtown Manhattan de New York. Il héberge depuis une des plus importantes collections du monde de maquettes de voiliers de course de prestige.

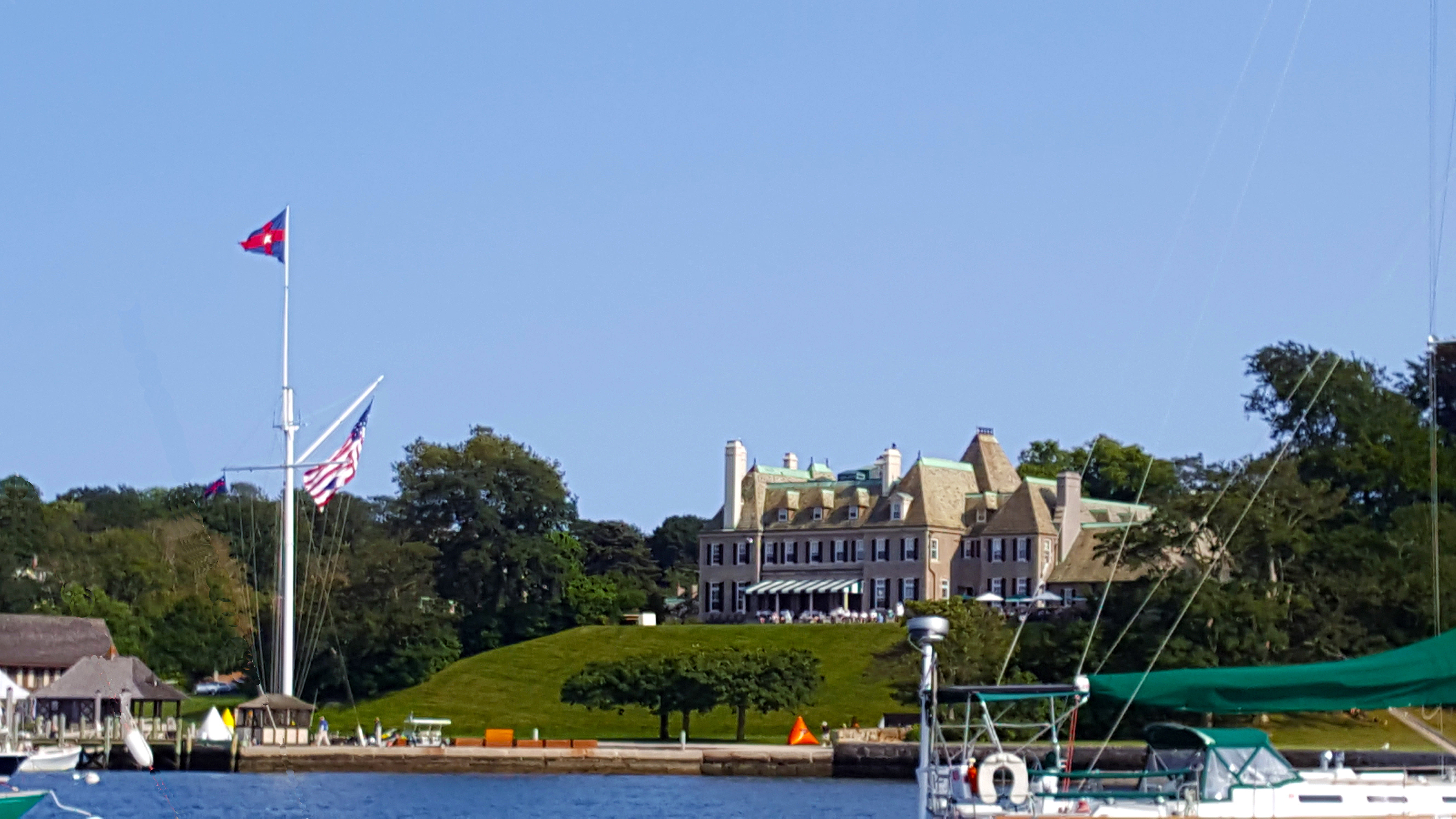
Harbor Court de Newport de Rhode Island
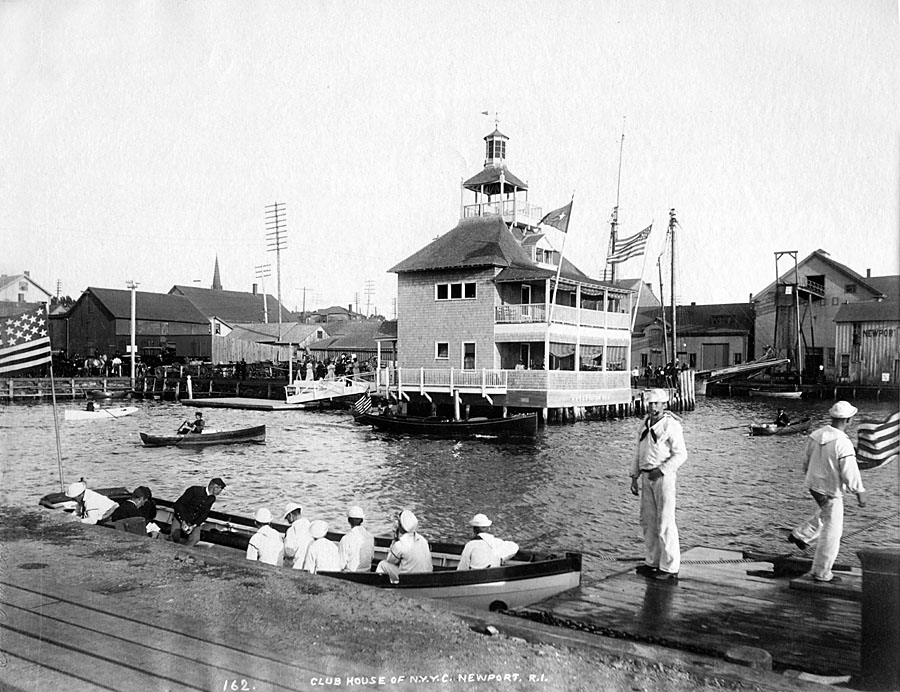
Le clubhouse de Newport en 1890.

Le New York Yacht Club inaugure son nouveau club-house Harbor Court de Newport de Rhode Island en 1988 (à 2 jours de navigation au nord-est de New York).

## Jauges de course
Depuis sa création, le NYYC établit des jauges de course à la voile destinées à définir le classement des voiliers en régate. Ces jauges du New York Yacht Club ont servi, entre autres, à la Coupe de l'America dont il est le club nautique le plus titré, toujours victorieux de 1870 à 1980 avec 24 victoires consécutives.

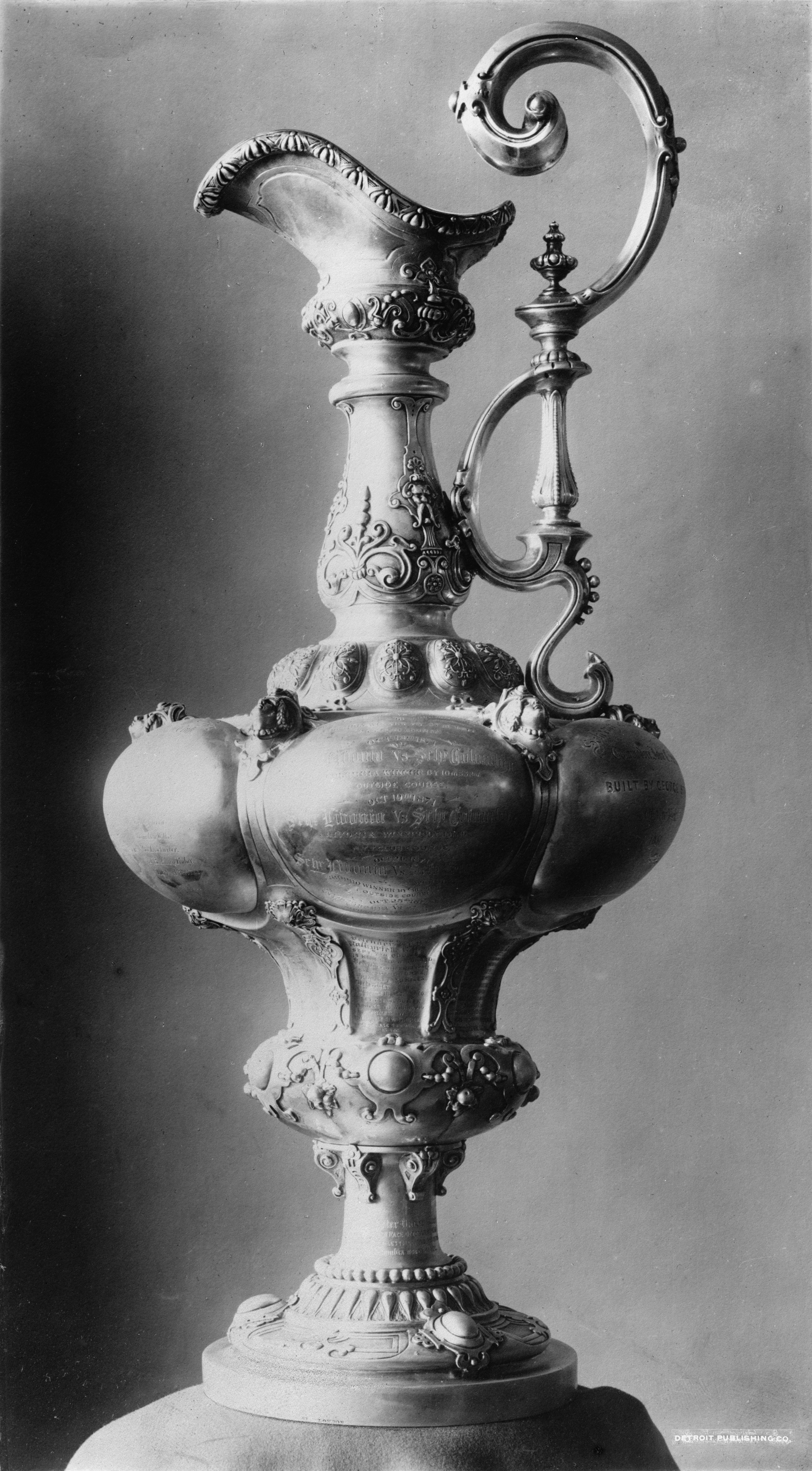
Coupe de l'America (1851)

## Coupe de l'America

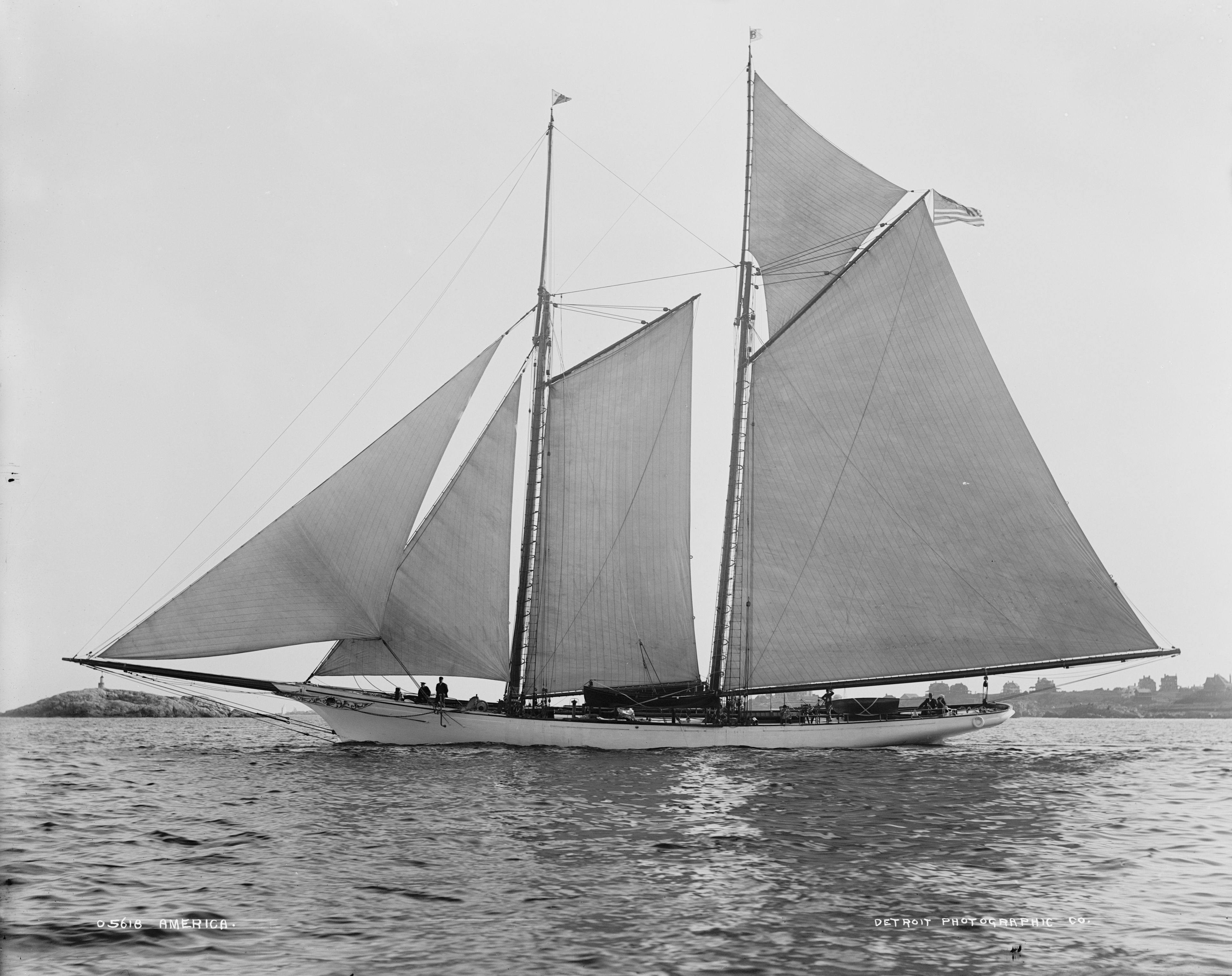
La goélette America en 1851.

John Cox Stevens et son équipe de membres du club se font construire la goélette America en 1851, pour remporter la victoire de la régate annuelle One Hundred Sovereigns Cup (1851 America's Cup (en)) de l'île de Wight, du Royal Yacht Squadron (plus ancien et prestigieux Yacht Club de Royaume-Uni) pour l'occasion de la première Exposition universelle de 1851 de Londres. De retour à New York, John Cox Stevens fait don de sa coupe à son club pour initier la prestigieuse Coupe de l'America (du nom de son premier vainqueur) qui a lieu pour la première fois en 1870 au large de New York entre les yachts Magic (USA) et Cambria (Grande Bretagne). Le New York Yacht Club remporte alors cette coupe pendant 132 ans (plus longue séquence de victoires de l'histoire du sport, jusqu'à la victoire en 1983 du yacht challenger Australie II d'Alan Bond du Royal Perth Yacht Club d'Australie.

## Quelques membres historiques
John Cox Stevens (en) (premier commodore-fondateur), John Pierpont Morgan (commodore), J. P. Morgan, Jr, Jay Gould, James Gordon Bennett junior (commodore), David Rockefeller, Cornelius Vanderbilt III, Franklin Delano Roosevelt (président des États-Unis), Ted Turner, Harold Stirling Vanderbilt, Olin Stephens, Christopher Dodd, Pierre du Pont IV, Bernard Madoff, Walter Cronkite, Edward Moore Kennedy Jr., Gary Roughead, Michael Bloomberg (maire de New York)...

### Sites externes
- (en) NYYC.org Site officiel www.nyyc.org
- (en) « America's Cup », sur www.americascup.com (consulté en décembre 2022)
- [vidéo] « The Highlights Music Video from 2022 Race Week at Newport presented by Rolex », sur YouTube